# Flash Gordon
Pour les articles homonymes, voir Flash Gordon (homonymie), Éclair et Guy Leclair.
Ne doit pas être confondu avec Flash (comics).
Flash Gordon est un comic strip américain de science-fiction créé le 7 janvier 1934 par Alex Raymond pour King Features Syndicate. Comptant parmi les pionniers du genre science-fiction, il est aussi connu en France sous le nom de Guy l'Éclair. 
Flash Gordon est un héros qui est apparu avant l'âge d'or des comics et dont les aventures ont toujours été publiées depuis.

## Éditions
Aux États-Unis, cette série a été publiée par King Features Syndicate (lié à Opera Mundi), Charlton Comics, DC Comics, Gold Key Comics, Dell Comics, Western Publishing (ou Whitman Publishing), Kitchen Sink Press Inc., Marvel Comics, Harvey Comics et beaucoup plus récemment (en 2008) par Ardden Entertainment.
En France où il est aussi connu sous le nom de Guy l'Éclair, les aventures de Flash Gordon ont commencé à paraître dans le journal Robinson (à partir de 1936), puis dans des publications Disney (après la Seconde Guerre mondiale) parmi lesquelles Le Journal de Mickey.
Diverses publications en albums ont d'autre part été rendues possibles grâce à des collectionneurs avertis : de 1968 à 1978 chez Serg, de 1973 à 1974 chez Hachette, de 1980 à 1982 chez Slatkine, au cours des mêmes années chez Dargaud puis chez Futuropolis (de 1986 à 1989) et chez Soleil en 1994-95 et 2013. L'intégrale des planches d'Al Williamson basées sur le personnage de Flash Gordon est parue chez Neofelis Éditions en 2012.

## Histoire

### À l'origine
Flash Gordon, aidé du professeur Hans Zarkov et de Dale Arden, doit sauver la Terre de l'invasion des troupes de l'Empereur Ming en provenance de la planète Mongo. Celui-ci, tyran cruel et sanguinaire, peut compter sur des « alliés » au sein de son Empire même s'il y compte aussi des ennemis.
Dans le scénario original de la bande dessinée, Flash et Dale sont embarqués de force par le professeur Zarkov dans une fusée de son invention, construite afin d'éviter une collision entre la planète Mongo et la Terre. Hélas, le trio s'écrase accidentellement sur Mongo. Les aventures de Flash Gordon découlent de ce crash et de sa rencontre avec Ming…

### Intégrale chez Soleil L'âge d'or
- Volume 1 : 1934-1937 (sortie le 15 mai 2013)
- Volume 2 : 1937-1941 (sortie le 13 novembre 2013)
- Volume 3 : 1941-1944 (sortie le 07 mai 2014)

## Analyse
En 1933, Joseph Connolly, l'un des responsables de King Features Syndicate, est à la recherche d'un héros de science-fiction susceptible de concurrencer Buck Rogers. Il fait appel à Alex Raymond qui, s'inspirant d'une nouvelle de Philip Wylie et Edwin Balmer, crée le personnage de Flash Gordon, sorte de superhéros avant l'heure même s'il ne possède aucun superpouvoir. La série paraît sous la forme d'une planche hebdomadaire à partir de janvier 1934.
Puisant son inspiration dans les romans de chevalerie (Flash se bat à l'épée aussi bien qu'au pistolet) mais aussi dans les feuilletons teintés de fantastique du XIXe siècle, le comic opère entre ces différents genres une sorte de syncrétisme mis en valeur par la grande qualité du dessin. Les décors merveilleux se succèdent, faisant oublier par la même occasion les faiblesses du scénario initial : la lutte de Flash Gordon contre Ming se résume à une succession de péripéties mal reliées les unes aux autres, parfois même coupées de longs intermèdes consacrés à la découverte de royaumes tiers.

## Influence
Plusieurs grands auteurs de science-fiction attribuent une influence déterminante à Flash Gordon dans leur découverte du genre.
George Lucas a déclaré dans plusieurs interviews que Flash Gordon l'avait inspiré pour créer l'univers de la saga Star Wars. Le texte défilant au début de chaque épisode de Star Wars est un hommage au générique du sérial Flash Gordon.
Mieux encore : au début des années 1970, George Lucas souhaitait adapter ce comic au cinéma. Mais il dut finalement poser les jalons de son propre univers de fiction car les droits de l'œuvre d'Alex Raymond étaient déjà détenus par le metteur en scène français Alain Resnais, passionné de bande dessinée. Si ce dernier projetait à l'époque de réaliser sa propre adaptation des aventures de Flash Gordon, il dut toutefois lui aussi y renoncer pour des raisons budgétaires. L'idée fut alors reprise par les producteurs italiens qui menèrent à bien l'adaptation de 1980.
Ray Bradbury aurait commencé à écrire des nouvelles de science-fiction influencé par les héros tels que Flash Gordon et Buck Rogers, découverts à la bibliothèque locale.
En France également, le romancier Roland C. Wagner déclarait : « J'avais six ans quand je suis tombé sur un épisode de Guy l'Éclair où on voyait deux hommes en ausculter un troisième, allongé immobile au bord d'une autoroute en métal. Est-ce qu'il est mort ? demande le premier homme. L'un de ses cœurs est arrêté mais les deux autres battent encore. En lisant ça, j'ai eu l'impression d'entrer dans un monde où on pouvait tout se permettre. »

## Collaborateurs
Austin Briggs, Mac Raboy, Dan Barry, Ralph Reese, Bruce Jones, Gray Morrow, Thomas Warkentin, Richard Bruning, Kevin VanHook, Jim Keefe, Gene Fawcette, John Warner, Carlos Garzon, Al Williamson aka Al McWilliams, Gil Kane, Archie Goodwin, Frank Bolle, Bill Pearson, Ric Estrada, Reed Crandall, Frank Thorne, Dan Jurgens, Bruce Patterson, Paul Green, Brendan Deneen, Bob Fujitani.

## Adaptations dans d'autres médias

### Serials, films et téléfilms

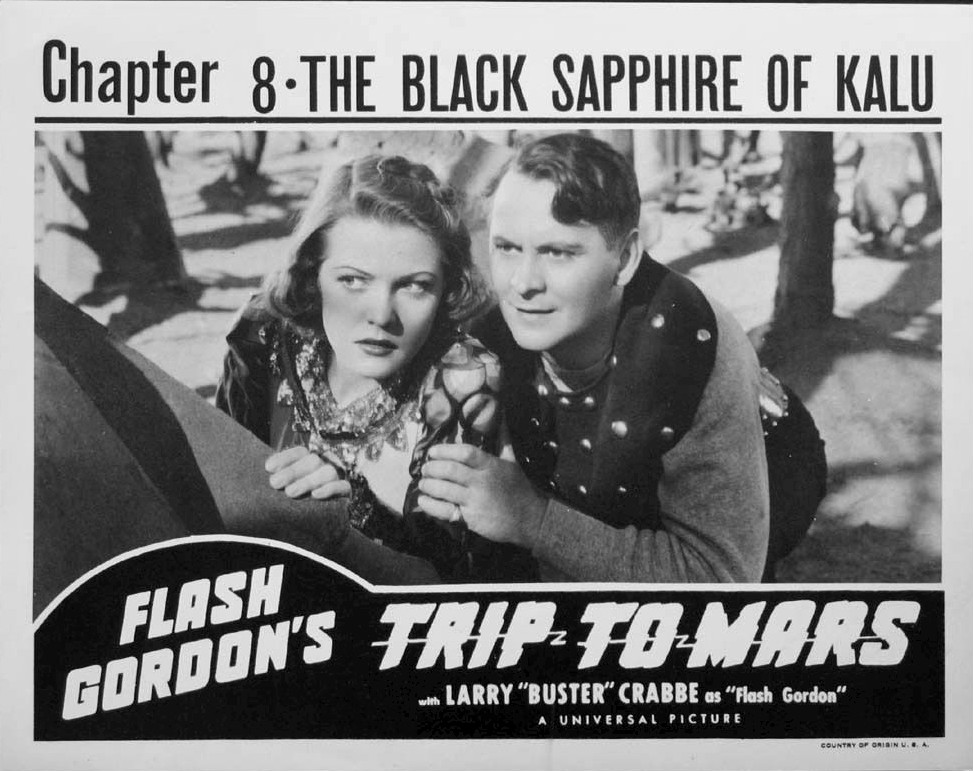
Flash Gordon's Trip to Mars.

- Une série de trois serials avec Buster Crabbe dans le rôle-titre et Charles Middleton dans le rôle de l'empereur Ming

1936 : Flash Gordon de Frederick Stephani et Ray Taylor
1938 : Flash Gordon's Trip to Mars de Ford Beebe et Robert F. Hill
1940 : Flash Gordon à la conquête de l'univers de Ford Beebe et Ray Taylor, diffusé à partir du lundi 16 février 1987 sur Canal+.
- 1980 : Flash Gordon, film de Mike Hodges avec une bande originale de Queen
- 1982 : Flash Gordon : La Plus Grande de toutes les Aventures, téléfilm d'animation de Gwen Wetzler

### Séries télévisées
- 1954-1955 : Flash Gordon (39 épisodes de 25 minutes)
- 2007-2008 : Flash Gordon (22 épisodes de 42 minutes)

### Séries d'animation
- 1979-1982 : Les Nouvelles Aventures de Flash Gordon de Hal Sutherland et Don Towsley (32 épisodes).
- 1986-1987 : Défenseurs de la Terre où Flash Gordon fait équipe avec Mandrake le Magicien, Lothar, le Fantôme et leurs enfants (65 épisodes).
- 1996-1997 : Flash Gordon (26 épisodes).

### Jeu vidéo
- 1986 : Flash Gordon sur Amstrad CPC, Commodore 64 et ZX Spectrum.

### Parodies
La série a donné lieu à deux films parodiques érotiques :
- 1974 : Flesh Gordon réalisé par Michael Benveniste et Howard Ziehm,
- 1989 : Flesh Gordon Meets the Cosmic Cheerleaders réalisé par Howard Ziehm.

Flash Gordon a également été parodié dans le Rocky Horror Picture Show où il figure dans la chanson d'introduction Science-fiction double feature avec les paroles « And Flash Gordon was there with silver underwear » qui se traduit par « Et Flash Gordon était là en sous-vêtements argentés ». La tenue de Rocky constitue un autre « hommage » au personnage.